# Stadtteile Athens
Die Stadtteile Athens, die Gitonies (Nachbarschaften), sind oftmals relativ kleine Bezirke mit eigener Infrastruktur.
Gitonies besitzen jeweils eigene Einkaufszentren mit Geschäften aller Art an Straßen, Plätzen oder in Stoas (Passagen). Fast immer gibt es auch mehrere meist am Straßenrand stehende Periptera (Kioske), welche oftmals für die Bewohner (neben den Geschäften) auch Informationszentren der Neuigkeiten der Gitonia sind. Die Gitonia ist für die Bewohner ein übersichtlicher Bezirk, hier kennt „jeder jeden“ und hier fühlt man sich heimisch und zu Hause. Diese Verbundenheit der Menschen eines Stadtteils hat dazu geführt, dass Athen und seine Vorstädte (Groß-Athen) fast ohne die sonst üblichen Großstadt-Slums von Städten dieser Größenordnung auskommt.

Verwaltungsmäßig ist die Gemeinde Athen in sieben Stadtbezirke (δημοτική κοινότητα dimotiki kinotita) und 91 Gitonies unterteilt:
1. Das Stadtzentrum mit dem sogenannten Geschäfts-Dreieck (Stadiou-Straße, Omonia-Platz, Aiolou-Straße, Zentralmarkt), der Altstadt (Monastiraki, Psyrri, Plaka), den Stadtvierteln südlich der Akropolis (Koukaki, Makrygianni) sowie dem Regierungsviertel um den Syntagma-Platz und den Vierteln Kolonaki und Exarchia.
2. Der Südosten von Neos Kosmos bis Stadio
3. Der Südwesten (Observatorium, Petralona, Metaxourgio, Thisio)
4. Der Westen mit Kolonos, Akadimia Platonos, Sepolia bis Patisia
5. Der Nordwesten bis Probona
6. Der nördlich des Zentrums gelegene Bereich (Patisia, Kypseli)
7. Der Nordosten (Ampelokipi, Erythros, Polygono)

## Stadtteile Athens

### A
- Agiou Meletiou
- Agios Pandeleimon
- Akadimia Platonos
- Alepotrypa
- Alysida
- Ambelokipi
- Ano Liosia
- Ano Patissia
- Aristotelous
- Averof

### B
- Baknana

### C
- Chamosterna
- Cholargos

### D
- Dourgouti

### E
- Ellinoroson
- Emporiko Kentro
- Erythros
- Exarchia

### F
- Filopappou
- Fokionos Negri

### G
- Gazi
- Girokomio
- Goudi
- Gouva
- Grava
- Gyzi

### I
- Ilisia
- Ippokratio

### K
- Kalliga
- Kallirrois
- Kampa
- Kato Erythros
- Kato Patisia
- Kentro
- Kerameikos
- Klonaridou
- Koilis
- Koliatsou
- Kolokynthou
- Kolonaki
- Kolonos
- Koudouriotika
- Koukaki
- Kouklaki
- Kypriadou
- Kyprion
- Kypseli
- Korridalos

### L
- Lamprini
- Lofos Kynosargous
- Lofos Lambraki
- Lofos Skouze
- Lofos Strefi
- Lykavittos

### M
- Makrygianni
- Metaxourgio
- Mets
- Mousio

### N
- Nea Kypseli
- Neapoli
- Neos Kosmos
- Nosokomio Paidon

### P
- Pangrati
- Pedio Areos
- Pinakothiki
- Plaka
- Plastira
- Platia Amerikis
- Platia Chalepa
- Platia Fleming
- Platia Kanari
- Platia Papadiamanti
- Platia Viktorias
- Polygono
- Poulianou
- Probona
- Profiti Daniil
- Profitis Ilias
- Psyrri

### R
- Rigillis
- Rizoupoli

### S
- Sepolia

### T
- Thisio
- Thymarakia
- Tourkovounia
- Trion Ierarchon
- Tris Gefyres

### V
- Varnava
- Vatrachonisi
- Veikou
- Votanikos